# Дитерсдорф-ам-Гнасбах
Дитерсдорф-ам-Гнасбах (нем. Dietersdorf am Gnasbach) — коммуна (нем. Gemeinde) в Австрии, в федеральной земле Штирия. 
Входит в состав округа Радкерсбург.  Население составляет 393 человека (на 31 декабря 2005 года). Занимает площадь 6,56 км². Официальный код  —  61503.

## Политическая ситуация
Бургомистр коммуны — Зигфрид Труммер (АНП) по результатам выборов 2005 года.
Совет представителей коммуны (нем. Gemeinderat) состоит из 9 мест.
- АНП занимает 5 мест.
- местный список: 4 места.